# Brocosoma

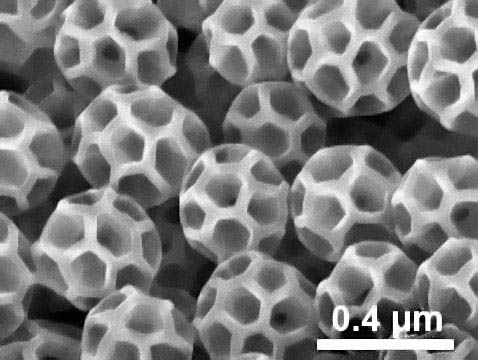
Un tipo de brocosomas; otros son alargados

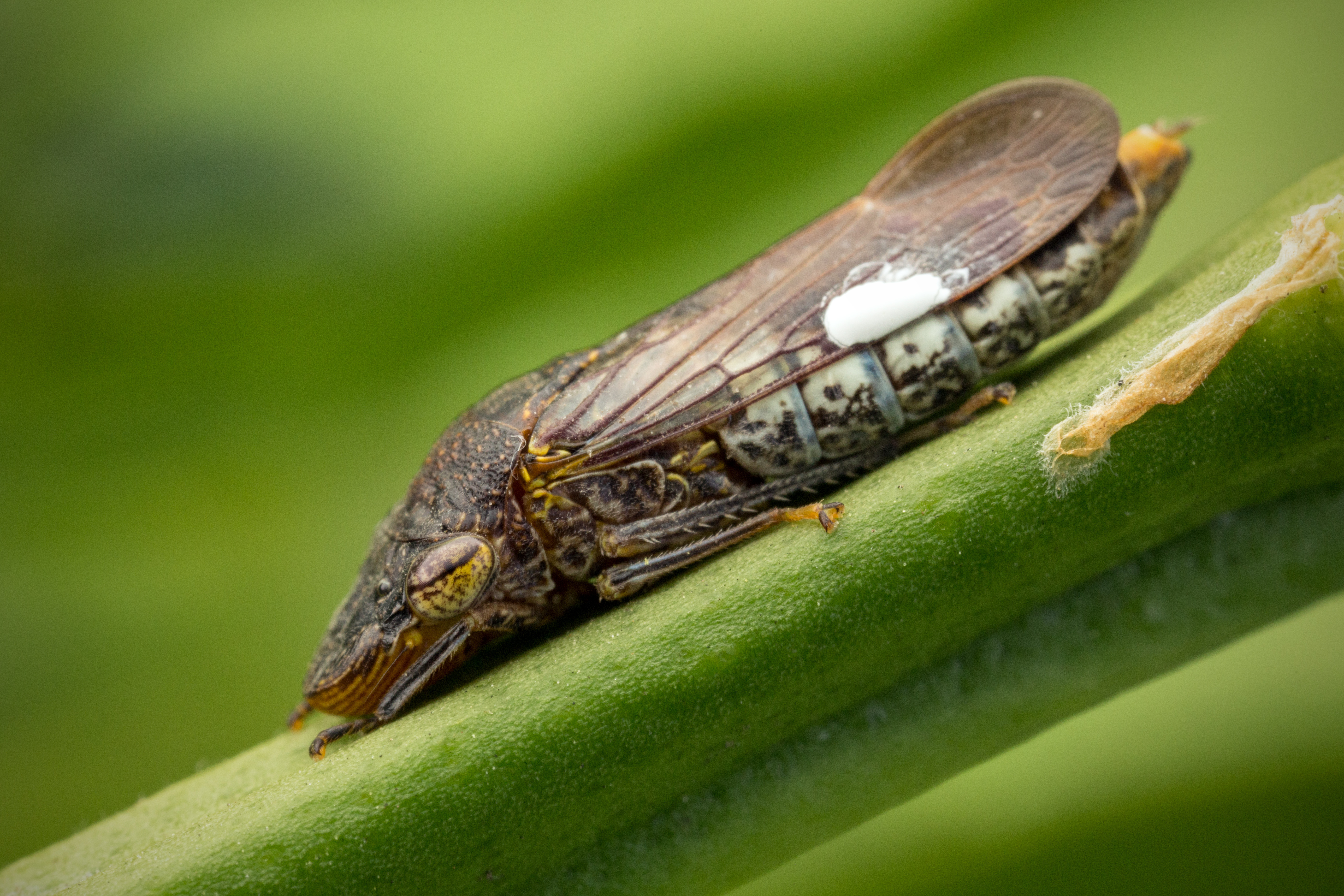
Homalodisca vitripennis hembra con masas de brocosomas en sus alas (mancha blanca)

Los brocosomas son gránulos microscópicos de estructura compleja, secretados por saltahojas o chicharritas (familia Cicadellidae, orden Hemiptera). Se los encuentra en la superficie del cuerpo de las hembras y a veces en los huevos. Los brocosomas fueron descritos por primera vez en 1952 con la ayuda del microscopio electrónico. Son hidrofóbicos y ayudan a mantener la cutícula seca. También se han encontrado estas partículas en muestras de aire. Es posible que fácilmente contaminen superficies. Esto explicaría informes erróneos de brocosomas en otros insectos.

## Estructura y composición

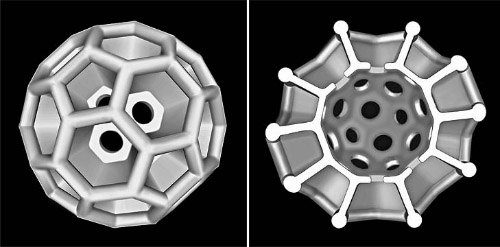
Modelo de un brocosoma típico en el tegumento de un saltahojas (a la derecha se puede ver su interior).

El nombre, derivado de las palabras griegas βρóχoς ("brochos": malla o red) y σωμα ("soma": cuerpo), se refiere a la característica superficie reticulada de los gránulos. La mayoría de especie de saltahojas producen brocosomas huecos esféricos, 0.2@–0.7 micrometres de diámetro, con una pared exterior en forma de panal. A menudo constan de 20 células hexagonales y 12 células pentagonales, así cada brocosoma tiene la forma de un icosaedro truncado @– la geometría de una pelota de fútbol y de una molécula buckminsterfullereno C60. La composición química incluye varios tipos de proteínas y, según algunos estudios, lípidos.

## Origen

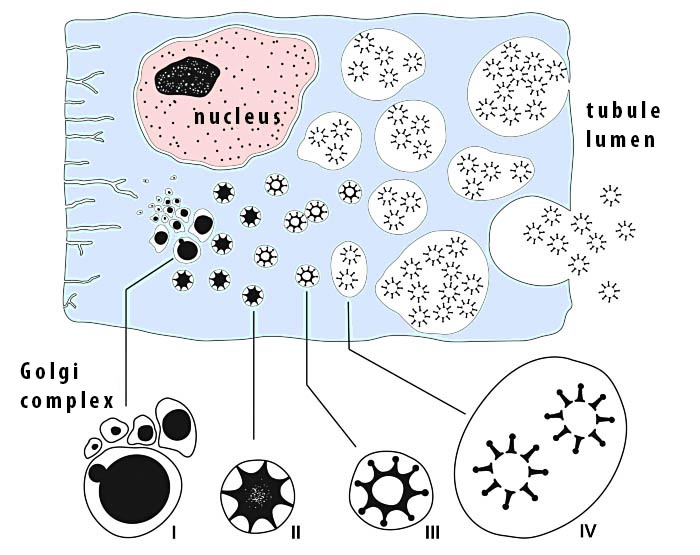
Desarrollo de brocosomas (etapas I a IV) en una célula secretoria

Son producidos por células gllandulares especializadas de los túbulos de Malpighi (principal órgano excretorio de insectos, que a veces realiza otras funciones). Cada célula simultáneamente produce muchos brocosomas en el complejo de Golgi y los libera en el lumen del túbulo.

## Funciones

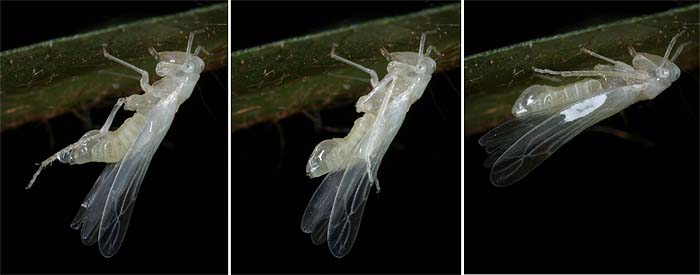
Igutettix oculatus (Ldb.), hembra usando sus tibias posteriores para transferir brocosomas desde el ano (izquierda) hasta el ala anterior (centro) donde los brocosomas sedimentados se secan y forman manchas blancas (derecha).

Después de cada muda el saltahojas emite del ano gotitas de líquido con brocosomas y procede a desparramarlas sobre el nuevo tegumento. Continúa desparramando brocosomas por el cuerpo durante el acicalamiento. Se ayuda para esto con hileras o grupos de espinas en las patas. La capa de brocosomas es muy hidrofóbica, es decir que repele el agua; también repele las secreciones del mismo insecto, algunas de las cuales pueden ser irritantes.
En varias especies de la subfamilia Cicadellinae (ej. Homalodisca vitripennis) del Nuevo Mundo las chicharritas también cubren las masas de huevos con brocosomas. Las hembras preñadas de algunos géneros dejan de producir brocosomas típicos y producen otros alargados de hasta 20 μ de longitud. Antes de poner los huevos la hembra deposita estos brocosomas en sus alas anteriores y después los transfiere a los huevos recién puestos con sus patas posteriores. Esta masa polvorienta puede servir de protección contra parasitoides de huevos del orden Hymenoptera (Chalcidoidea). La forma y escultura de estos brocosomas para huevos varía mucho entre especies y puede ayudar en su identificación.